# رابطه (فیلم ۲۰۱۷)
رابطه (انگلیسی: Raabta) یک فیلم است که در سال ۲۰۱۷ منتشر شد. از بازیگران آن می‌توان به سوشانت سینگ راجپوت اشاره کرد.